# اسماء هکاری
اسماء هکاری (۱۳۱۵- ۱۳۷۸) (اسماء بنت احمد بن احمد بن حسین) بانوی محدّث عراقی در سدهٔ هشتم هجری بود. در دمشق نزد ابن عساکر دانش آموخت، سپس به قاهره رفت و به آموزش علم حدیث پرداخت. «ابوحامد بن ظهیره» از شاگردانش بود.